# Zamek w Bartoszycach
Zamek w Bartoszycach – zamek krzyżacki założony w Bartoszycach w XIII wieku jako jedna z pierwszych twierdz zakonu na terytorium Prus, zniszczony podczas buntu mieszczan w 1454 roku.

## Historia

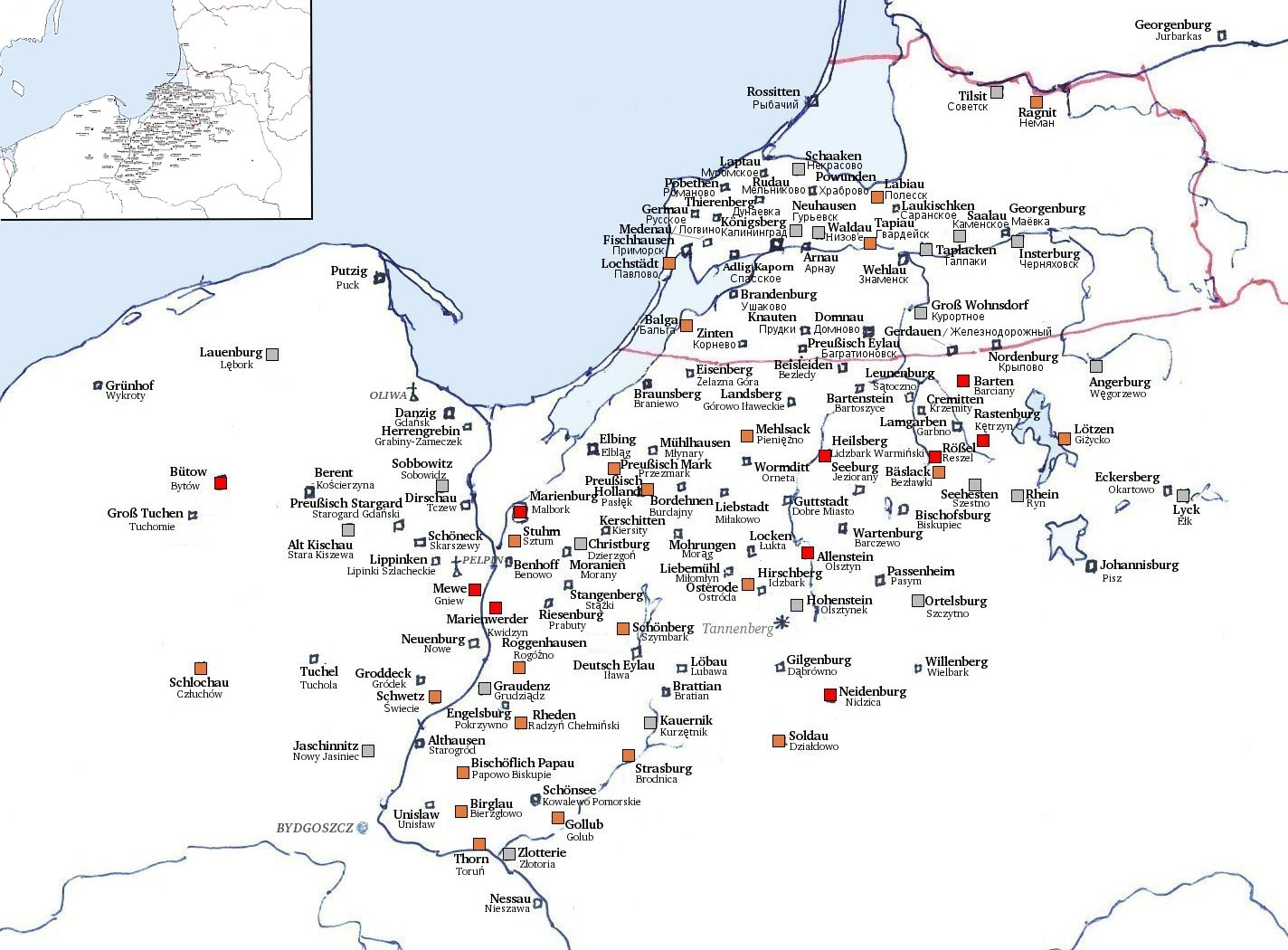
Położenie zamku w Bartoszycach i pozostałych zamków krzyżackich

W czasach pruskich znajdował się tu gród plemienia Bartów, którzy zamieszkiwali historyczną krainę Barcji. Posiadali oni w zakolu rzeki Łyny umocniony wałami gród. Po nieudanych pierwszych próbach chrystianizacyjnych prowadzonych przez Polskę do Prus sprowadzono Krzyżaków. Zakon dokonał podboju Barcji i wykorzystując umocnienia oraz strategiczne położenie dawnego grodziska Bartów wzniósł na jego miejscu w 1240, jedną z pierwszych na terytorium Prus, drewniano-ziemną strażnicę. Twierdzę wybudowano na Wzgórzu Zamkowym na lewym brzegu Łyny i nadano jej nazwę Bartenstein - kamień, skała a w przenośni gród warowny w Barcji.
Podczas powstania przeciwko panowaniu Krzyżaków, warownia została zdobyta przez Prusów w 1264 roku, a po jego odbiciu i ponownym przejęciu przez Krzyżaków spłonął w 1273. Następnie został odbudowany i posiadał już elementy murowane, a we wnętrzach urzędował Prokurator krzyżacki administracyjnie podległy komturowi z Bałgi. 
Szybki rozwój osiedli wokół zamku i w efekcie wykształcenie się organizmu miejskiego doprowadziły w 1326 do nadania osadzie przez Dietricha von Altenburg przywileju lokacyjnego. Lokował on miasto na lewym brzegu rzeki, w pobliżu zamku, nadając mu nazwę Rosenthal – co tłumaczy się jako Dolina Róż. Jednak 6 lat później, 17 lutego 1332, Wielki Mistrz Zakonu Luther von Braunschweig przeniósł lokację miasta na prawy brzeg Łyny i nadał mu funkcjonującą wcześniej nazwę Bartenstein.
Przez kolejny okres bartoszycki zamek nie odgrywał istotniejszej roli ani w strukturze państwa krzyżackiego, ani w obrębie komturii. Może o tym świadczyć zachowany spis inwentarza zamkowego z 1412, według którego artyleria zamkowa liczyła 4 działa. 
Mieszczanie Bartoszyc w 1440 przystąpili do anty-krzyżackiego Związku Pruskiego co podzieliło społeczeństwo miasta. Po 6 latach wystąpiono ze Związku Pruskiego, co jednak nie zahamowało niepokojów, czego efektem był ponowny bunt mieszczan przeciwko Krzyżakom w 1454 roku. W lutym tegoż roku mieszczanie zniszczyli doszczętnie zamek. 

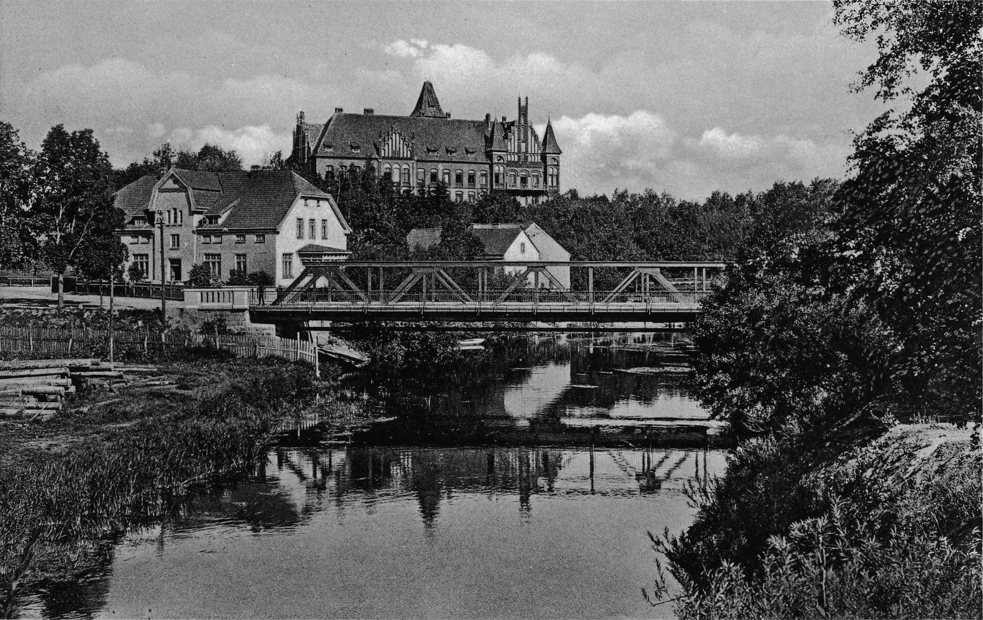
Budynek starostwa powiatowego istniejący do 1945 r. (w oddali).

Zamku w pierwotnej postaci już nigdy nie odbudowano. Przyjmuje się, iż ruiny i fundamenty zamku przetrwały kilka wieków jako własność książąt pruskich. W późniejszym czasie, prawdopodobnie z ich wykorzystaniem wybudowano tu siedzibę starostów książęcych. Natomiast w 1902 na fali ogólnego i gwałtownego rozwoju miasta przeniesiono do Bartoszyc siedzibę powiatu frydlandzko-bartoszyckiego, a w okazałym, wzniesionym na fundamentach zamku budynku umiejscowiono siedzibę starostwa powiatowego. Budynek ten doszczętnie spłonął w 1945 pod koniec działań wojennych. 
Budynku nigdy nie odbudowano i nie pojawiały się takie plany.
Na terenie Wzgórza Zamkowego znajduje się zalesiony park, a u jego podnóża rekreacyjny Park Elizabeth. Fundamenty zamku są całkowicie zasłonięte, jednak możliwości techniczne pozwalają na ich odsłonięcie. „Lokalny Program Rewitalizacji Miasta Bartoszyce na lata 2007-2013” zakładał Odtworzenie zabytków średniowiecznej architektury. W jego ramach zakładano odsłonięcie i częściową rekonstrukcję zarysu fundamentów zamku na Wzgórzu Zamkowym wraz z murami obronnymi.

## Sztych Krzysztofa Hartknocha
Brak jest wiarygodnych przekazów ikonograficznych przedstawiających bartoszycki zamek, a jedyny zachowany wizerunek zamku przedstawia pochodząca z 1684 rycina autorstwa Krzysztofa Hatknocha przedstawiona w dziele Alt und Neues Preussen. Jest to miedzioryt przedstawiający panoramę Bartoszyc z górującym zamkiem. Według sztychu Hartknocha zamek znajdował się w zakolu rzeki na wysokim rozległym wzgórzu, a składał się z dwóch, oddzielonych od siebie wewnętrzną fosą, części. Dzieła nie uważa się jednak za całkowicie wiarygodne, gdyż zostało wykonane ponad 200 lat po prawdopodobnym zburzeniu zamku. 